# Taraxacum privum
Taraxacum privum — вид квіткових рослин з родини айстрових (Asteraceae). Вид зростає в Європі: Естонія, Латвія, Литва, Бельгія, Данія, Фінляндія, Німеччина, Нідерланди, північноєвропейська Росія, Норвегія, Польща, Швеція; це багаторічна рослина помірних біомів.